# Taterillus
Taterillus is een geslacht van zoogdieren uit de familie van de Muridae. De wetenschappelijke naam van het geslacht werd in 1910 gepubliceerd door Oldfield Thomas.

## Soorten
Er worden 8 soorten in dit geslacht geplaatst:
- Taterillus arenarius C. B. Robbins, 1974
- Taterillus congicus O. Thomas, 1915
- Taterillus emini (O. Thomas, 1892) – Kleine naaktzoolrenmuis
- Taterillus gracilis (O. Thomas, 1892)
- Taterillus lacustris (O. Thomas & Wroughton, 1907)
- Taterillus petteri Sicard, M. Tranier, & Gautun, 1988
- Taterillus pygargus (F. Cuvier, 1838)
- Taterillus tranieri Dobigny, Granjon, Aniskin, Bâ, & Volobouev, 2003